# Oak Island (Texas)
Oak Island è un census-designated place (CDP) della contea di Chambers, Texas, Stati Uniti. La popolazione era di 363 abitanti al censimento del 2010.

## Geografia fisica
Secondo l'Ufficio del censimento degli Stati Uniti, ha una superficie totale di 1,20 mi² (3,11 km²).
Oak Island si trova sulla sponda orientale della baia di Trinity vicino al centro geografico della contea di Chambers. Si trova a 13 chilometri a sud di Anahuac, capoluogo della contea di Chambers.

## Storia
Il 13 settembre 2008, l'uragano Ike ha reso inabitabile circa il 90% delle case della comunità.

## Società

### Evoluzione demografica
Secondo il censimento del 2010, la popolazione era di 363 abitanti.

### Etnie e minoranze straniere
Secondo il censimento del 2010, la composizione etnica del CDP era formata dal 65,0% di bianchi, l'1,4% di afroamericani, lo 0,0% di nativi americani, il 17,6% di asiatici, lo 0,0% di oceanici, il 13,2% di altre razze, e il 2,8% di due o più razze. Ispanici o latinos di qualunque razza erano il 22,0% della popolazione.